# دانشگاه زامبیا
دانشگاه زامبیا (انگلیسی: University of Zambia) یک دانشگاه دولتی است که در شهر لوساکا، زامبیا واقع شده است. این دانشگاه، بزرگ‌ترین و قدیمی‌ترین مؤسسه آموزشی در زامبیا است. این مکان در سال ۱۹۶۵ تأسیس شد و در روز ۱۲ ژوئیه ۱۹۶۶ به‌طور رسمی برای دسترسی عموم افتتاح شد. زبان رسمی کاربردی در این دانشگاه، انگلیسی است.